# المحكمة العليا الهندية
المحكمة العليا في الهند هي أعلى محفل قضائي ومحكمة الاستئناف النهائية بموجب دستور الهند، وهي أعلى محكمة دستورية، وتتمتع بسلطة المراجعة القضائية. رئيس قضاة الهند هو رئيس المحكمة العليا ورئيس قضاة المحكمة العليا، تتألف المحكمة من 34 قاضياً كحد أقصى ولها سلطات واسعة في الاختصاصات الأصلية والاستئنافية والاستشارية. تعتبر أقوى مؤسسة عامة في الهند.
بصفتها المحكمة الدستورية في البلاد فإنها تنظر في الطعون في المقام الأول ضد أحكام المحاكم العليا لمختلف ولايات الاتحاد والمحاكم والهيئات القضائية الأخرى. وتحمي الحقوق الأساسية للمواطنين وتحل النزاعات بين مختلف السلطات الحكومية وكذلك الحكومة المركزية مقابل حكومات الولايات أو حكومات الولايات مقابل حكومة دولة أخرى في البلاد. وبصفتها محكمة استشارية فإنها تنظر في المسائل التي قد تحال إليها على وجه التحديد بموجب الدستور من قبل رئيس الهند. يصبح القانون الذي أعلنته المحكمة العليا ملزمًا لجميع المحاكم داخل الهند وأيضًا من قبل حكومات الاتحاد والولايات. وفقًا للمادة 142 من الدستور من واجب رئيس الهند تنفيذ مراسيم المحكمة العليا وتُمنح المحكمة الاختصاص القضائي الأصيل لإصدار أي أمر يعتبر ضروريًا لصالح العدالة.

## التاريخ
في عام 1861 تم سن قانون المحاكم الهندية العليا لعام 1861 لإنشاء محاكم عليا لمختلف المقاطعات وألغيت المحاكم العليا في كلكتا ومدراس وبومباي وأيضًاأدالات في مدن الرئاسة في مناطقهم. وتميزت هذه المحاكم العليا الجديدة بكونها أعلى المحاكم لجميع القضايا حتى إنشاء المحكمة الفيدرالية في الهند بموجب قانون حكومة الهند لعام 1935. حيث كان للمحكمة الفيدرالية اختصاص حل النزاعات بين المقاطعات والولايات الفيدرالية وسماع الطعون ضد أحكام المحاكم العليا. كان أول CJI في الهند HJ Kania.
تم إنشاء المحكمة العليا في الهند في 28 يناير 1950،  وحلت محل كل من المحكمة الفيدرالية في الهند واللجنة القضائية لمجلس الملكة الخاص اللذين كانا آنذاك في قمة نظام المحاكم الهندي. ومع ذلك جرت أولى الإجراءات والتدشين في 28 يناير 1950 في الساعة 9:45 صباحًا، عندما شغل القضاة مقاعدهم، والذي يعتبر بالتالي تاريخ التأسيس الرسمي.
كان مقر المحكمة العليا في البداية في غرفة الأمراء في مبنى البرلمان حيث جلست المحكمة الفيدرالية السابقة في الهند من عام 1937 إلى عام 1950، وكان أول رئيس قضاة في الهند هو HJ Kania.
في عام 1958 انتقلت المحكمة العليا إلى مقرها الحالي. في الأصل نص دستور الهند على وجود محكمة عليا برئيس قضاة وسبعة قضاة، ولكن ترك الأمر للبرلمان لزيادة هذا العدد. في سنوات التكوين اجتمعت المحكمة العليا من الساعة 10 إلى 12 صباحًا ثم من 2 إلى 4 عصرًا لمدة 28 يومًا في الشهر.

## أعضاء المحكمة
في الوقت الحاضر، أعضاء المحكمة العليا هم:
- شاراد أرفيند بوبدي [الإنجليزية]
- نيفادا رامانا [الإنجليزية]
- روهينتون فالي ناريمان [الإنجليزية]
- عدي يو لاليت [الإنجليزية]
- أجاي مانيكراو خانويلكار [الإنجليزية]

## عمارة مبنى المحكمة

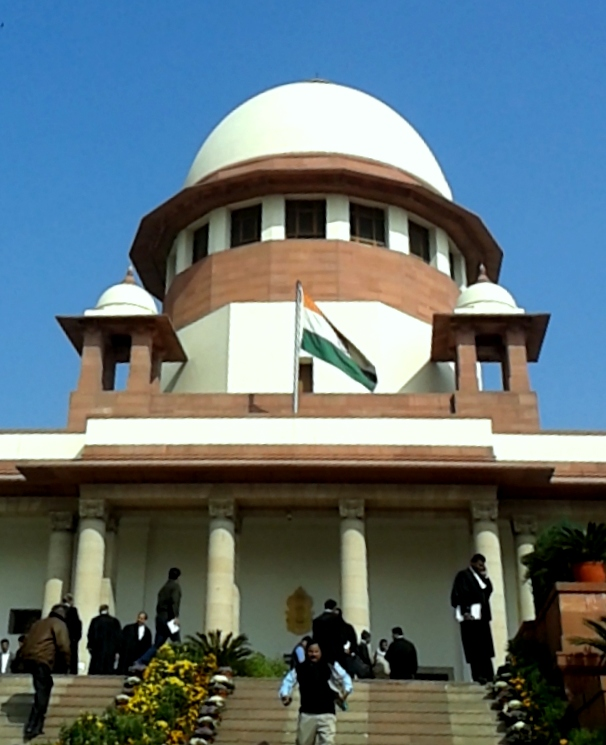
الجناح المركزي للمحكمة حيث تقع قاعة محكمة رئيس القضاة

صُمم المبنى ليرمز إلى مقاييس العدالة مع كون شعاع الوسط هو الجناح المركزي للمبنى، ويتألف من محكمة رئيس القضاة، وهي أكبر قاعات المحكمة مع قاعتي محكمة على كلا الجانبين. ويحتوي الجناح الأيمن للهيكل على شريط يتكون من غرف ومكاتب المدعي العام في الهند وموظفي القانون الآخرين ومكتبة المحكمة. وفي الجناح الأيسر مكاتب المحكمة. وإجمالاً يوجد في المحكمة 15 قاعة محكمة في مختلف أجنحة المبنى.

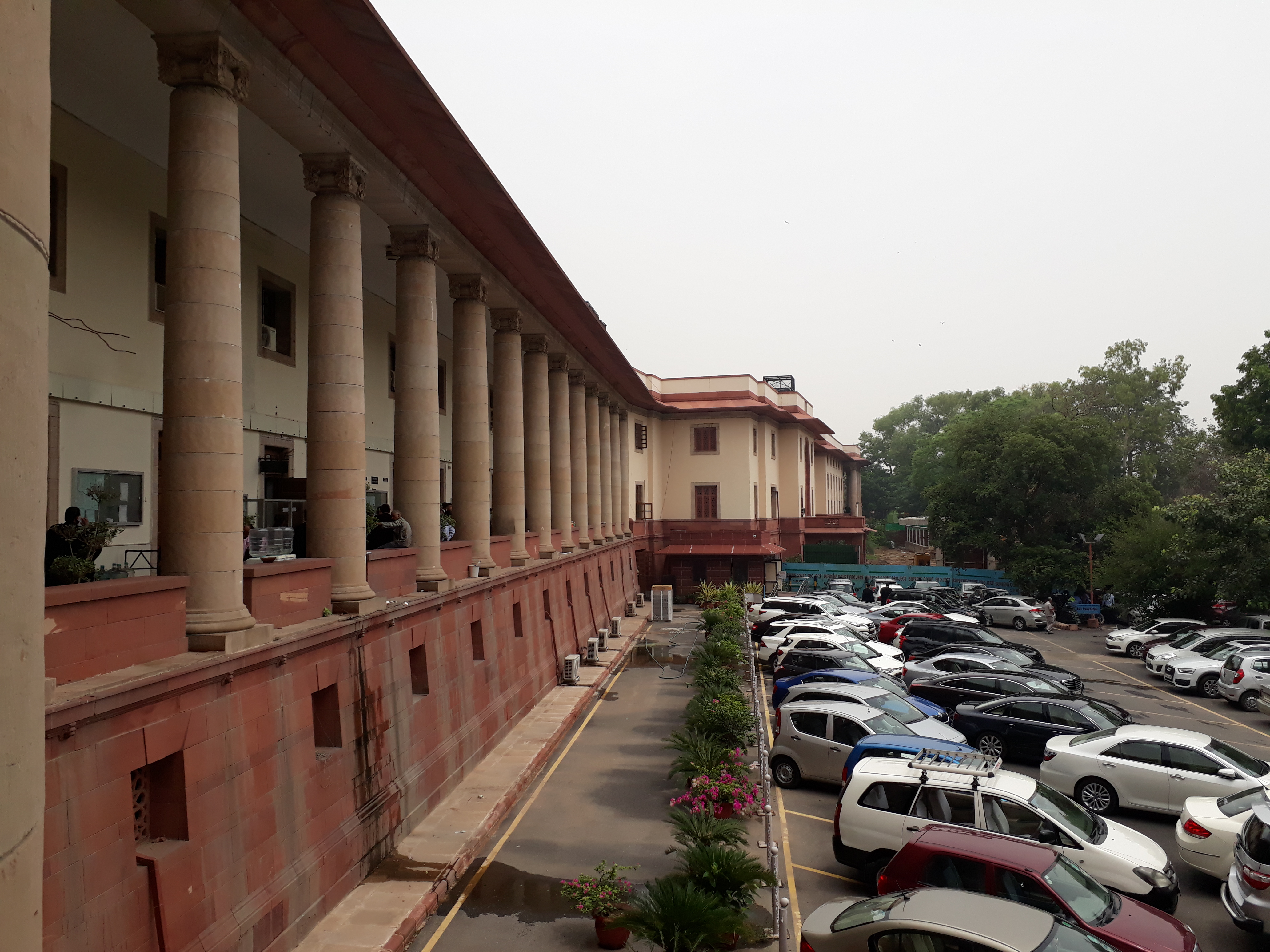
الجانب الأيسر من مبنى المحكمة العليا

تم وضع حجر الأساس لمبنى المحكمة العليا في 29 أكتوبر 1954 من قبل الدكتور راجندرا براساد، أول رئيس للهند. وتم بناء الكتلة الرئيسية للمبنى على قطعة أرض مثلثة تبلغ مساحتها 17 فدانًا وتم تصميمها على الطراز الهندي البريطاني من قبل المهندس المعماري الرئيسي غانيش بيكاجي ديولاليكار، وهو أول هندي يترأس إدارة الأشغال العامة المركزية، ويبلغ ارتفاع قبة المبنى 27.6 متر (90 قدم 7 بوصة)، انتقلت المحكمة إلى المبنى في عام 1958. وفي عام 1979 أضيف ناحان جديدان للمجمع وهما الجناح الشرقي والجناح الغربي، وشهد عام 1994 التمديد الأخير.

### نحت الأم والطفل

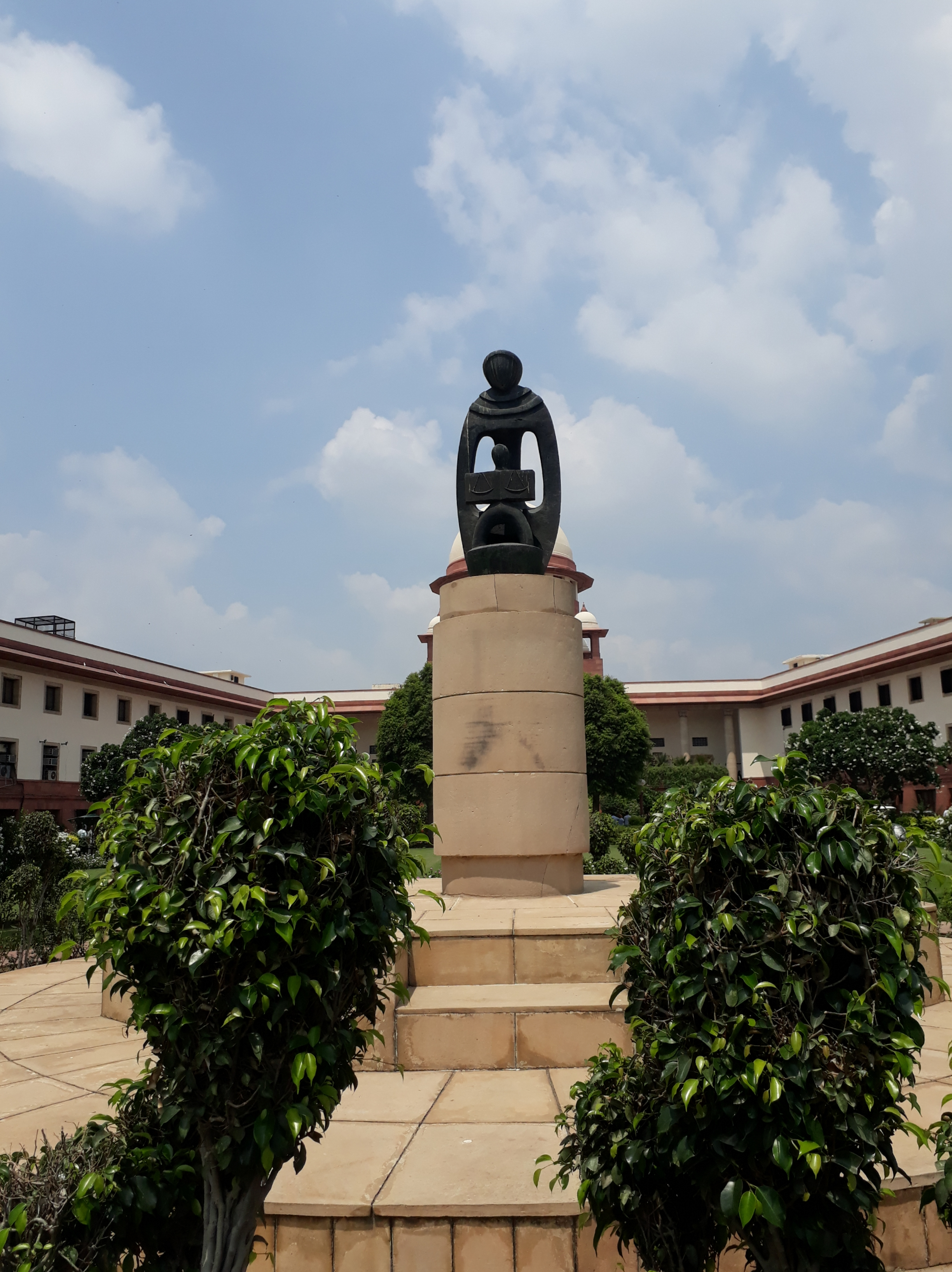
نحت الأم والطفل

في 20 فبراير 1980 تم نصب تمثال برونزي أسود بارتفاع 210 سنتيمتر (6 قدم 11 بوصة) في حديقة المحكمة العليا، حيث يصور أم الهند بهارات ماتا في صورة سيدة، تؤوي جمهورية الهند الشابة ممثلة برمز طفل.

## دستور المحكمة

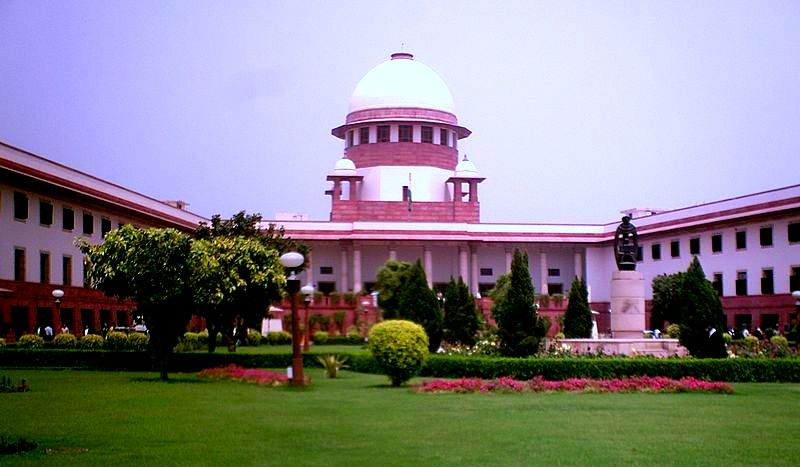
مبنى المحكمة العليا مع النحت في المقدمة

### موظفي المحكمة
يرأس قلم المحكمة العليا الأمين العام الذي يساعده حاليًا 10 مسجلين وعدة مسجلين إضافيين ونواب ، إلخ، وتتناول المادة 146 من الدستور تعيين ضباط وموظفي قلم المحكمة العليا.

### محامو المحكمة العليا
تخول قواعد المحكمة العليا لعام 2013 فقط المحامين المسجلين لدى المحكمة العليا، والذين يُطلق عليهم اسم المحامين المسجلين للمثول والتصرف والترافع لصالح طرف في المحكمة. حيث يمكن لهؤلاء المدافعين الذين تم تعيينهم على أنهم «محامون كبار» من قبل المحكمة العليا أو أي من المحاكم العليا أن يمثلوا نيابة عن موكليهم جنبًا إلى جنب مع محامي مسجل، ويمكن لأي مدافع آخر أن يظهر لصالح حزب مع محامٍ مسجّل أو بموجب تعليمات منه.

## التكوين

### حجم المحكمة
في البداية نص دستور الهند على وجود محكمة عليا برئيس قضاة و7 قضاة، وفي السنوات الأولى جلست هيئة كاملة من المحكمة العليا معًا للاستماع إلى القضايا المعروضة عليها. ومع ازدياد عمل المحكمة وبدأت القضايا تتراكم، زاد البرلمان عدد القضاة (بما في ذلك رئيس القضاة) من 8 في الأصل في عام 1950 إلى 11 في عام 1956، و14 في عام 1960، و18 في عام 1978، و26 في عام 1986، و31 في 2009، إلى 34 في 2019. ومع زيادة عدد القضاة يجلسون في مقاعد أصغر من اثنين أو ثلاثة (يشار إليها باسم مقعد التقسيم)  يجتمعون معًا في مقاعد أكبر من خمسة أو أكثر (يشار إليها بمقعد الدستور) عند الحاجة إلى تسوية المسائل الأساسية للقانون.
قد يحيل المقعد القضية المعروضة عليه إلى منضدة أكبر إذا دعت الحاجة إلى ذلك.
ينظر في القضايا التي تنطوي على تفسير الدستور من قبل ما لا يقل عن 5 قضاة على النحو المنصوص عليه في المادة 145 (3).
تم تشكيل أكبر مقعد على الإطلاق في المحكمة العليا في الهند في عام 1973 في "kesavananda Bharati v. State of Kerala" مكونة من 13 قاضياً لتقرير ما إذا كان لدى البرلمان حق غير مقيد في تعديل الدستور أم لا، الأمر الذي أدى في النهاية إلى ظهور مبدأ الهيكل الأساسي.

### أهلية قاضي المحكمة العليا
مواطن من الهند لا يتجاوز عمره 65 عامًا وفقًا للمادة 124 من الدستور:
- قاضي محكمة عليا واحدة أو أكثر (بشكل مستمر) لمدة خمس سنوات على الأقل
- محام هناك، لمدة عشر سنوات على الأقل
- حقوقي متميز في رأي الرئيس السلطة الممنوحة بموجب البند 2 من المادة 124 من دستور الهند

قاضي المحكمة العليا لديه سادس أعلى راتب حكومي في الهند.

### قضاة المحكمة
عمليا تم اختيار قضاة المحكمة العليا حتى الآن ومعظمهم من بين قضاة المحاكم العليا. بالكاد سبعة قضاة تم تعيينهم في المحكمة العليا مباشرةً من نقابة المحامين (أي الذين كانوا يمارسون المحاماة).
شهدت المحكمة العليا أول قاضية لها عندما أدت القاضية فاطمة بيفي اليمين الدستورية عام 1989.
سابع وأحدث قاضية في المحكمة هي القاضية إندو مالهوترا.
في عام 1968 أصبح القاضي محمد هداية الله أول رئيس قضاة مسلم في الهند، وفي عام 2000 أصبح Justice KG Balakrishnan أول قاضٍ من مجتمع الداليت، وفي عام 2007 أصبح أيضًا أول رئيس قضاة في الداليت في الهند، وفي عام 2010 أصبح القاضي إس إتش كاباديا القادم من أقلية بارسية رئيس قضاة الهند. في عام 2017 أصبح القاضي جاغديش سينغ خير أول رئيس قضاة سيخ في الهند.

## استقلال القضاء
يسعى الدستور إلى ضمان استقلال قضاة المحكمة العليا بشتى الطرق، ووفقًا للمادة 50 من المبادئ التوجيهية لسياسة الدولة، تتخذ الدولة خطوات لفصل السلطة القضائية عن السلطة التنفيذية. استقلال القضاء وسيادة الدستور وسيادة القانون هي سمات البنية الأساسية للدستور.
تتمتع المحكمة العليا والمحاكم العليا بصلاحية تأطير القضايا من تلقاء نفسها دون تلقي الالتماسات / الشكاوى الرسمية بشأن أي ظلم مشتبه به بما في ذلك الإجراءات / الأفعال التي تنطوي على ازدراء المحكمة وازدراء الدستور من قبل السلطة التنفيذية والمشرعين والمواطنين، إلخ. تعتبر واحدة من أكثر المحاكم استقلالية في جنوب شرق آسيا بأكملها.
الغرض الرئيسي للمحكمة العليا هو الفصل في القضايا الدستورية،  ومن واجب السلطة القضائية تأطير القضايا أو التحقيق في القضايا / الالتماسات في أقرب وقت ضد السلطة التنفيذية أو التشريعية عندما يتم تطبيق القوانين التي تنتهك الأساس الأساسي والهيكل الأساسي للدستور كما في المادة 38 (1) من التوجيه تضمن المبادئ أن الدولة / السلطة القضائية سوف تسعى جاهدة لتعزيز رفاهية الشعب من خلال تأمين نظام اجتماعي يتم فيه تنشيط / إعلام العدالة الاجتماعية والاقتصادية والسياسية في جميع مؤسسات الحياة.

### التعيين
وفقًا للدستور على النحو الذي أقرته المحكمة في قضايا القضاة الثلاثة - (1982، 1993، 1998)، يتم تعيين قاض في المحكمة العليا من قبل الرئيس بناءً على توصية من الكلية - مجموعة مغلقة من رئيس قضاة الهند وأكبر أربعة قضاة في المحكمة وأقدم قاضٍ من المحكمة العليا لمن يحتمل تعيينه. وقد نتج عن ذلك اتباع مذكرة إجرائية بشأن التعيينات.
اعتاد الرئيس تعيين القضاة بناءً على مشورة مجلس الوزراء النقابي، بعد عام 1993 (قضية القضاة الثانية)، لا يمكن لأي وزير أو حتى السلطة التنفيذية بشكل جماعي اقتراح أي أسماء على الرئيس  الذي يقرر في النهاية تعيينهم من قائمة الأسماء الموصى بها فقط من قبل مجموعة القضاء.
في نفس الوقت كما هو مذكور في ذلك الحكم تم منح السلطة التنفيذية سلطة رفض الاسم الموصى به. ومع ذلك وفقًا للبعض  لم تجتهد السلطة التنفيذية في استخدام هذه السلطة لرفض أسماء المرشحين السيئين الذين أوصتهم السلطة القضائية.

### الفترة
قضاة المحكمة العليا يتقاعدون في عمر 65، ومع ذلك كانت هناك اقتراحات من قضاة المحكمة العليا في الهند لتوفير فترة محددة للقضاة بما في ذلك رئيس القضاة في الهند.

### الراتب
تترك المادة 125 من الدستور الهندي الأمر للبرلمان الهندي لتحديد الراتب والبدلات الأخرى وإجازات الغياب والمعاشات التقاعدية وما إلى ذلك، ومع ذلك لا يمكن للبرلمان تغيير أي من هذه الامتيازات بما يضر بالقاضي بعد تعيينه. حيث يتقاضى قاضي المحكمة العليا راتباً 250٬000 روبية هندية (4٬200 دولار أمريكي) شهريًا - أي ما يعادل أعلى موظف مدني في الحكومة الهندية، وزير مجلس الوزراء في الهند - بينما يتقاضا رئيس المحكمة العليا 280٬000 روبية هندية (4٬600 دولار أمريكي) شهريًا.

### إقالة القضاة
تخول المادة 124 (4) من الدستور الرئيس لإقالة القاضي إذا ثبت سوء سلوكه أو عجزه عندما يوافق البرلمان بأغلبية أعضاء كل المجلس على الإقالة وما لا يقل عن ثلثي أعضاء كل المجلس الحاضرين.
ولبدء إجراءات الاتهام ضد قاضٍ يجب على 50 عضوًا على الأقل من مجلس الشيوخ أو 100 عضو من لوك سابها إصدار الإخطار وفقًا لقانون (تحقيق) القضاة لعام 1968. ثم يتم تشكيل لجنة قضائية لتوجيه الاتهامات للقاضي وإجراء المحاكمة العادلة وتقديم تقريرها إلى البرلمان. وعندما يكتشف تقرير اللجنة القضائية أن القاضي مذنب بسوء السلوك أو عدم الأهلية، فإن البرلمان سيتخذ إجراءات عزل أخرى إذا لم يستقيل القاضي.

### بعد التقاعد
يُحرم أي شخص تقاعد من منصب قاضٍ في المحكمة العليا من الممارسة في أي محكمة قانونية أو أمام أي سلطة أخرى في الهند. ومع ذلك يتم تعيين قضاة المحكمة العليا والمحكمة العليا في مناصب مختلفة في المحاكم واللجان بعد تقاعدهم. وقد انتقد المحامي أشيش جويل هذا قائلاً إن مزايا ما بعد التقاعد للقضاة تعيق استقلال القضاء.
كما انتقد وزير القانون السابق وكبير المحامين في المحكمة العليا آرون جايتلي تعيين القضاة في المناصب الحكومية بعد تقاعدهم. وقال جيتلي الشهير: «هناك نوعان من القضاة - أولئك الذين يعرفون القانون والذين يعرفون وزير القانون. نحن الدولة الوحيدة في العالم التي يعين فيها القضاة القضاة. على الرغم من وجود سن للتقاعد، فإن القضاة ليسوا على استعداد للتقاعد. تتأثر الأحكام السابقة للتقاعد بوظائف ما بعد التقاعد».